# Don't Close Your Eyes (Parkway Drive)
Don't Close Your Eyes è un EP del gruppo musicale australiano Parkway Drive, pubblicato indipendentemente nel 2004.
È stato successivamente rimasterizzato e pubblicato dalla Resist Records nel 2006, con l'aggiunta delle tracce contenute nello split dei Parkway Drive con gli I Killed the Prom Queen e nelle compilation What We've Built e True Till Death, Volume I.
Il brano iniziale, non titolato, è un estratto dal film del 1997 Neon Genesis Evangelion: The End of Evangelion. I brani Smoke 'Em If Ya Got 'Em e Hollow Man sono stati registrati in una nuova versione e inseriti, rispettivamente, negli album Killing with a Smile (2005) e Deep Blue (2010).

## Tracce
1. ... – 1:12
2. Smoke 'Em If Ya Got 'Em – 3:45
3. Dead Dreams – 3:20
4. Flesh, Bone and Weakness – 5:13
5. The Cruise – 1:56
6. You're Over – 3:16
7. Looks Like Yoda – 2:45
8. Don't Close Your Eyes – 4:42

Tracce bonus nell'edizione del 2006
1. I Watched – 3:29
2. Swallowing Razorblades – 4:14
3. Emotional Breakdown – 2:32
4. Hollow Man – 2:22
5. The Negotiator – 3:39
6. Hopeless – 2:42

## Formazione
- Winston McCall – voce death
- Jeff Ling – chitarra solista
- Luke Kilpatrick – chitarra ritmica
- Brett Versteeg – basso, voce melodica
- Ben Gordon – batteria